# Кричевский, Давид Львович
Давид Львович Кричевский (10 [22] ноября 1894, Ромны, Полтавская губерния — январь 1942, Ленинград) — советский архитектор.

## Биография

Шарж на Д. Л. Кричевского. А. А. Юнгер (1937)

Родители Кричевского — купец 2-й гильдии Лев Давидович Кричевский и Сара (Софи) Исааковна, урождённая Бродская.
Окончил Институт гражданских инженеров в Петрограде.
Автор проектов множества общественных зданий.

## Ленинград. Проекты и постройки
- Дворец культуры «Выборгский» (совместно с архитектором А. И. Гегелло, 1925—1927)
- Дом культуры Московско-Нарвского района (соавтор А. И. Гегелло, конкурс 1925, осуществление — 1927). Ныне ДК им. Горького
- Больница имени Боткина (соавторы: А. И. Гегелло, Г. А. Симонов, открытый конкурс ОАХ, 1927—1930)
- Дом технической учёбы (совместно с архитектором А. И. Гегелло, 1930)
- Дом культуры Ижорского завода в Колпино (совместно с архитектором А. И. Гегелло, 1932—1938)
- Кинотеатр «Гигант» (совместно с архитектором А. И. Гегелло, 1933—1935)
- Школа на Моховой улице, 19 (совместно с архитектором А. И. Гегелло, Е. Г. Груздевой 1920—1930-е)
- Учебный корпус Технологического института со стороны Московского проспекта (совместно с архитектором А. И. Гегелло, 1920—1930-е)
- Дворец культуры имени И. И. Газа (совместно с архитектором А. И. Гегелло,1930-1935)
- Здание школы на проспекте Стачек, 94-96 (совместно с архитектором Е. Г. Груздевой, 1935)
- Здание школы на Таврической улице, 21 (совместно с архитектором Е. Г. Груздевой, 1936)
- Дворец пионеров — новые корпуса (соавтор: А. И. Гегелло, 1936—1937)